# Denkmal des Monats (Baden-Württemberg)

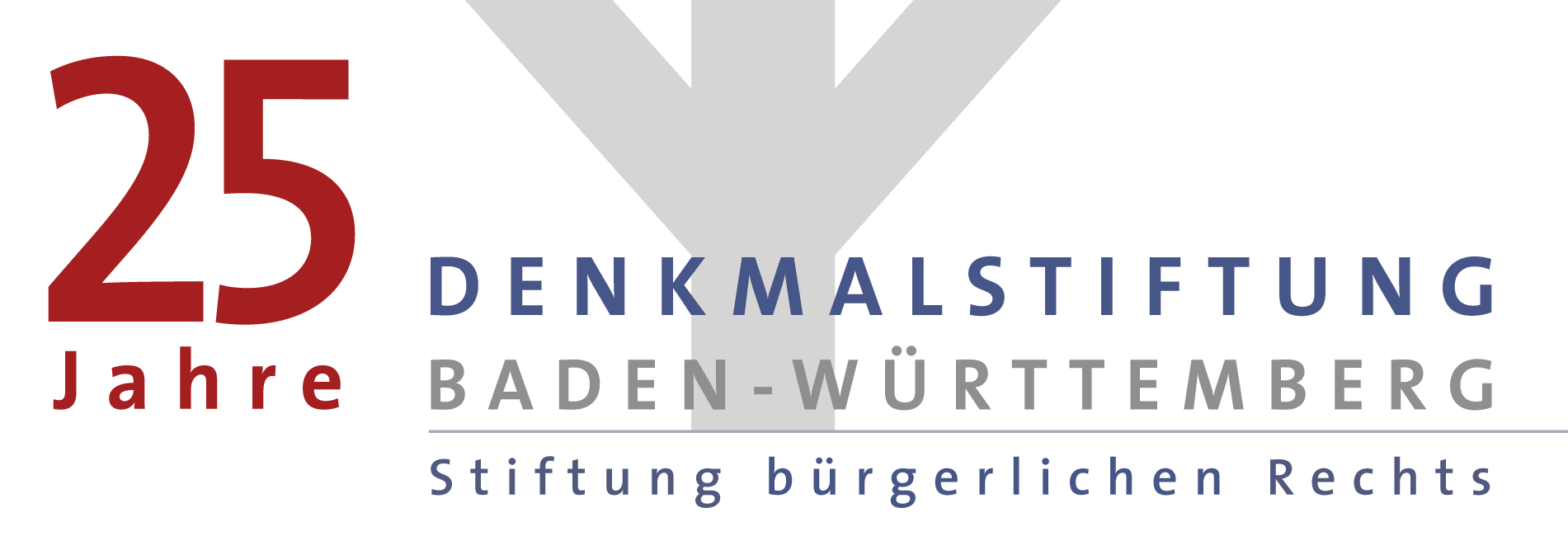
Logo 25 Jahre Denkmalstiftung Baden-Württemberg

Das Denkmal des Monats wird seit Januar 2004 von der Denkmalstiftung Baden-Württemberg ausgezeichnet. Jeden Monat wird ein von der Stiftung gefördertes Kulturdenkmal ausgewählt.

## Denkmale des Monats

### 2004
- Januar: Rebmannhaus, Gerlingen

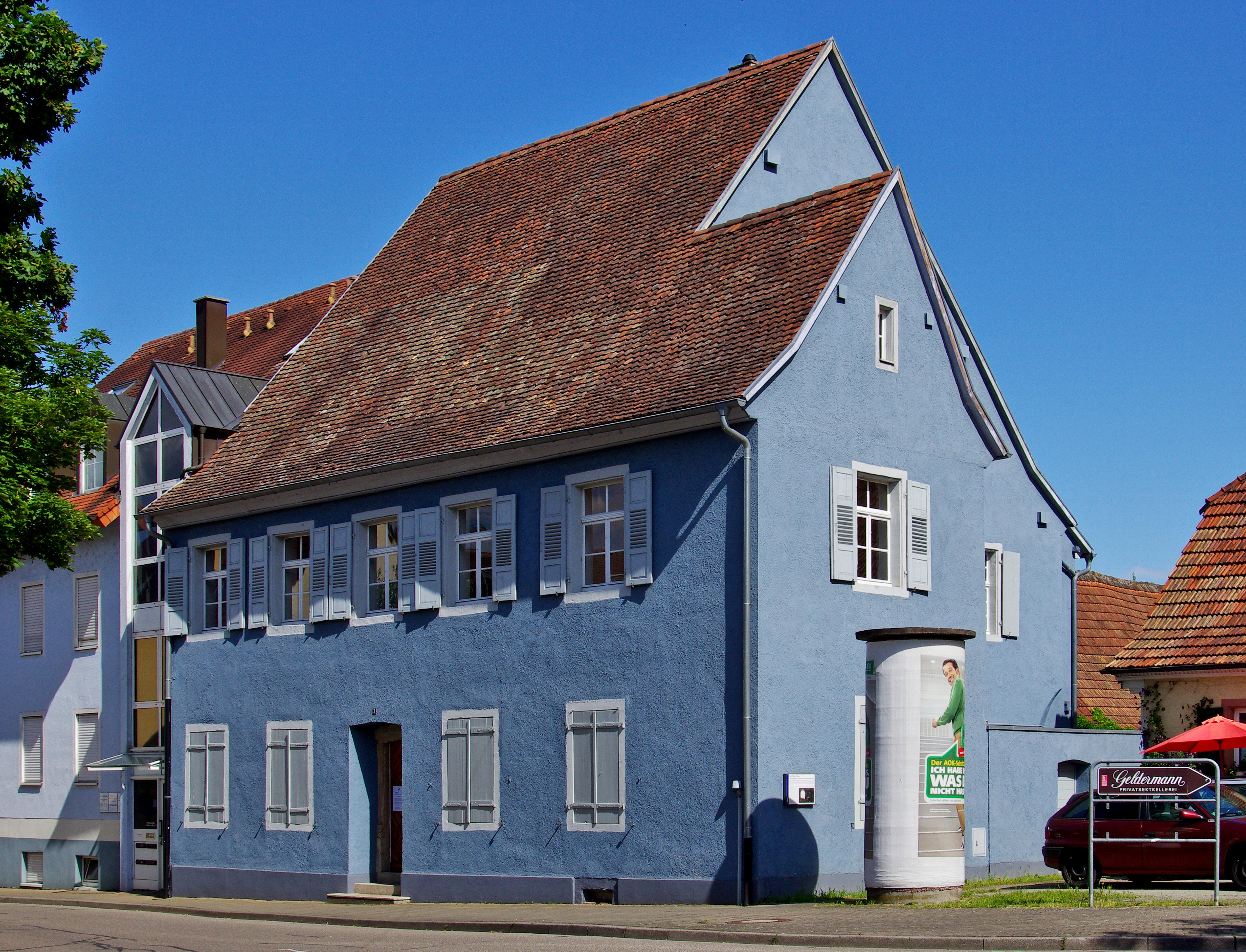
Ehemaliges jüdisches Gemeindehaus, Breisach am Rhein, Denkmal des Monats März 2004

- Februar: Altes Pumpwerk Mannheim-Neckarau, Mannheim-Neckarau
- März: Ehemaliges jüdisches Gemeindehaus, Breisach am Rhein
- April: Ehemaliges Maschinen- und Kesselhaus der Firma Hohner, Trossingen
- Mai: Burghaldentorkel, Ravensburg
- Juni: Heuchelberger Warte, Leingarten
- Juli: Mörikes Kegelbahn, Tübingen
- August: Glaserhäusle, Meersburg
- September: Schloss Köngen, Köngen
- Oktober: Pfleghofscheune, Leonberg
- November: Johanneskapelle auf dem Dürenbuck, Staufen im Breisgau
- Dezember: Schefold-Orgel in der St. Johannes-Kirche, Stuttgart-Untertürkheim

### 2005

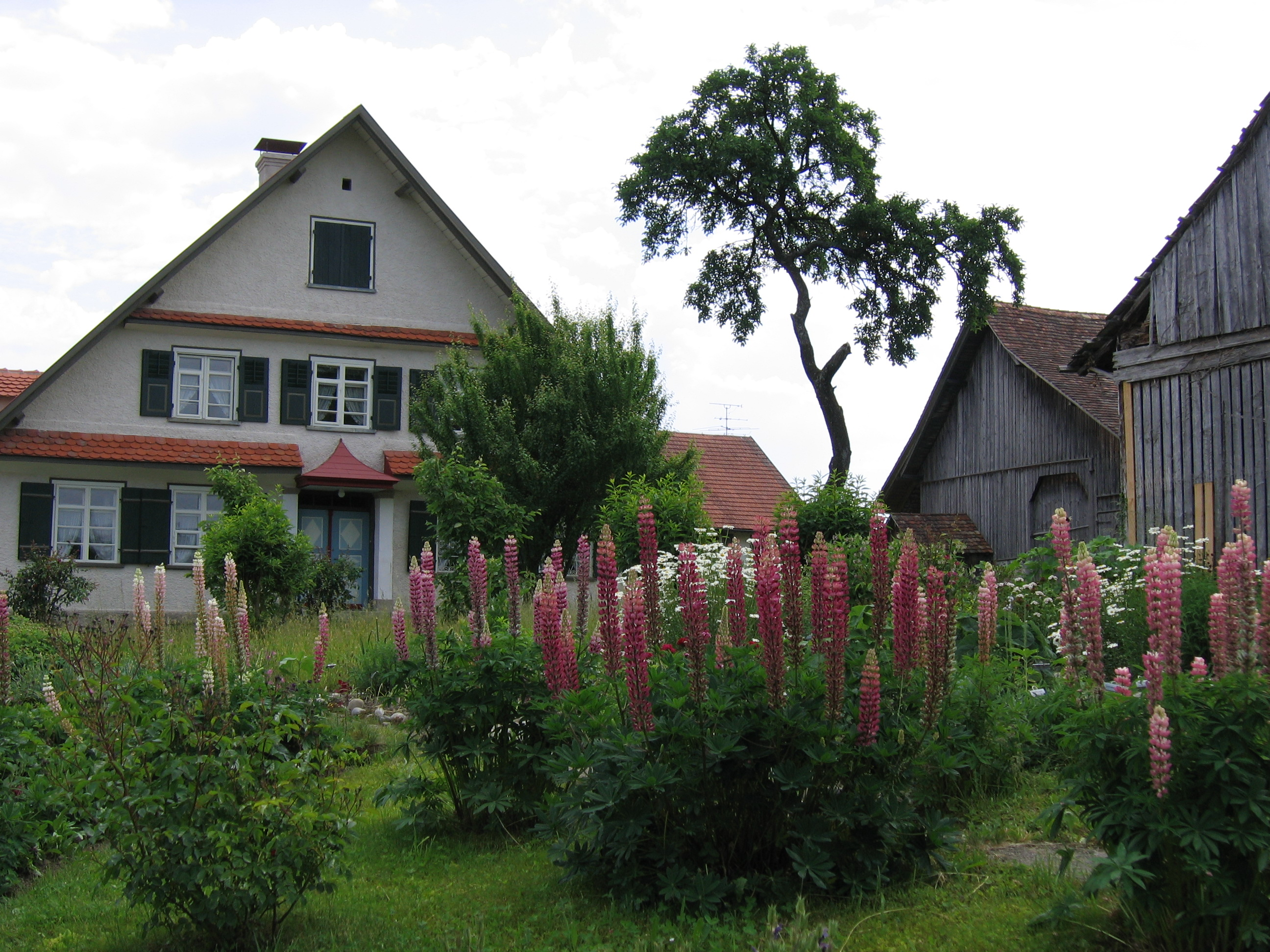
Hofanlage Milz, Kressbronn, Denkmal des Monats September 2005

- Januar: Wohnhaus Judenberg 16, Laupheim
- Februar: Wohnhaus Arminstraße 4, Stuttgart
- März: Kapelle St. Wolfgang, Bingen-Hitzkofen
- April: Ehemalige Gasthaus zur Goldenen Krone, St. Märgen
- Mai: Alte Schmiede, Meersburg-Schiggendorf
- Juni: Hornisgrindeturm, Seebach
- Juli/August: Burgruine Altbodman, Bodman-Ludwigshafen
- September: Hofanlage Milz, Kressbronn am Bodensee-Retterschen
- Oktober: Greckenschloss, Bad Friedrichshall
- November: Wasch- und Backhaus, Heimsheim
- Dezember: Historische Hafenkräne, Langenargen

### 2006
- Januar: Altes Schloss, Gaildorf

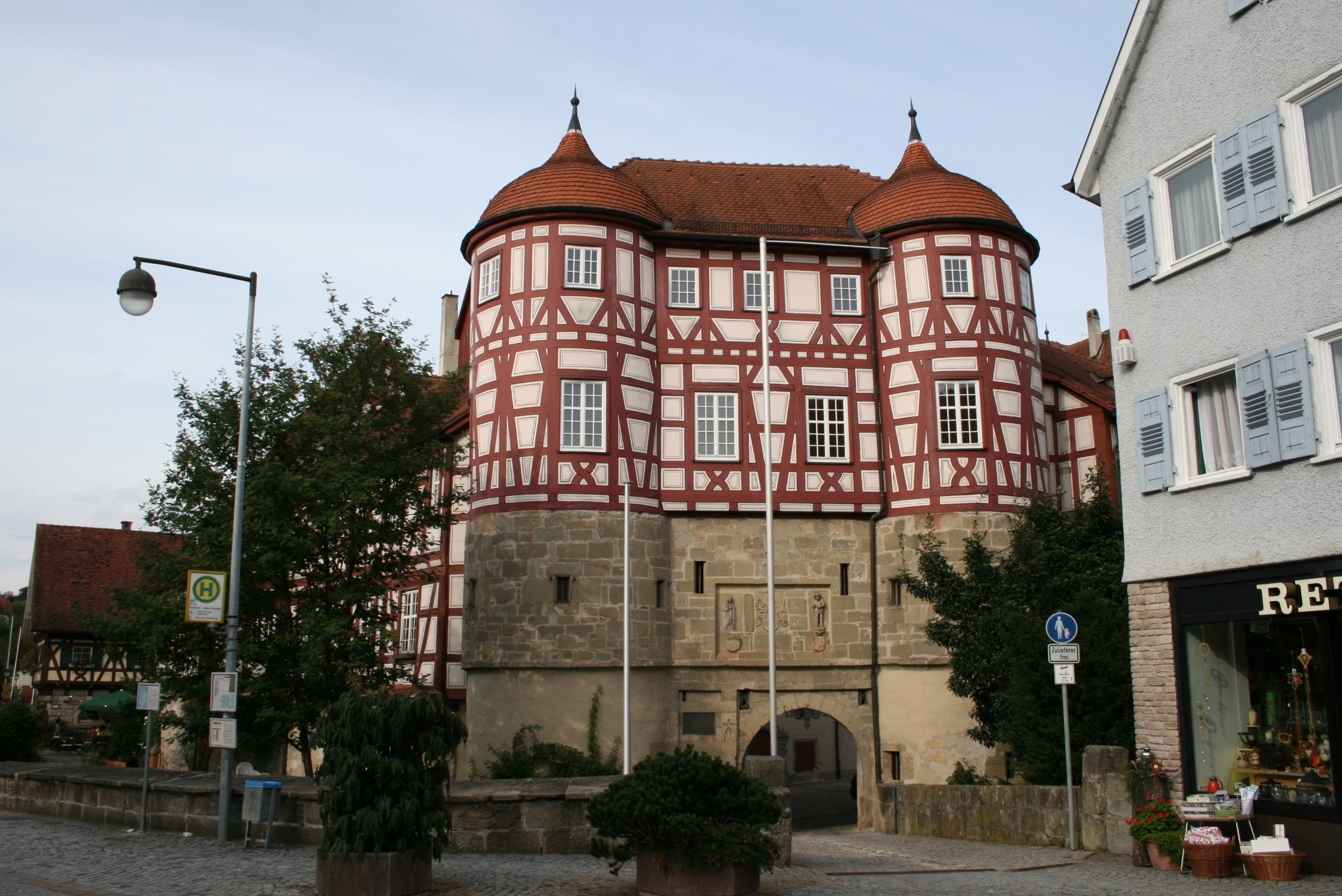
Altes Schloss in Gaildorf, Denkmal des Monats Januar 2006

- Februar: Schloss Hohenstadt – Kachelzimmer, Abtsgmünd
- März: Grabmal Bommer, Adelsheim
- April: Salzstetter Schlössle, Waldachtal-Salzstetten
- Mai: Katholische Pfarrkirche St. Martin, Kirchberg an der Iller
- Juni: Haus Conrath, Karlsbad-Langensteinbach
- Juli: St. Remigius, Merdingen
- August/September: Eichelhofschlösschen und Park, Wertheim-Eichel
- Oktober: Ehemalige Thiepval-Kaserne (Schellingstraße 6), Tübingen
- November: Ölberg, Offenburg
- Dezember: Stiftskirche St. Amandus, Bad Urach

### 2007

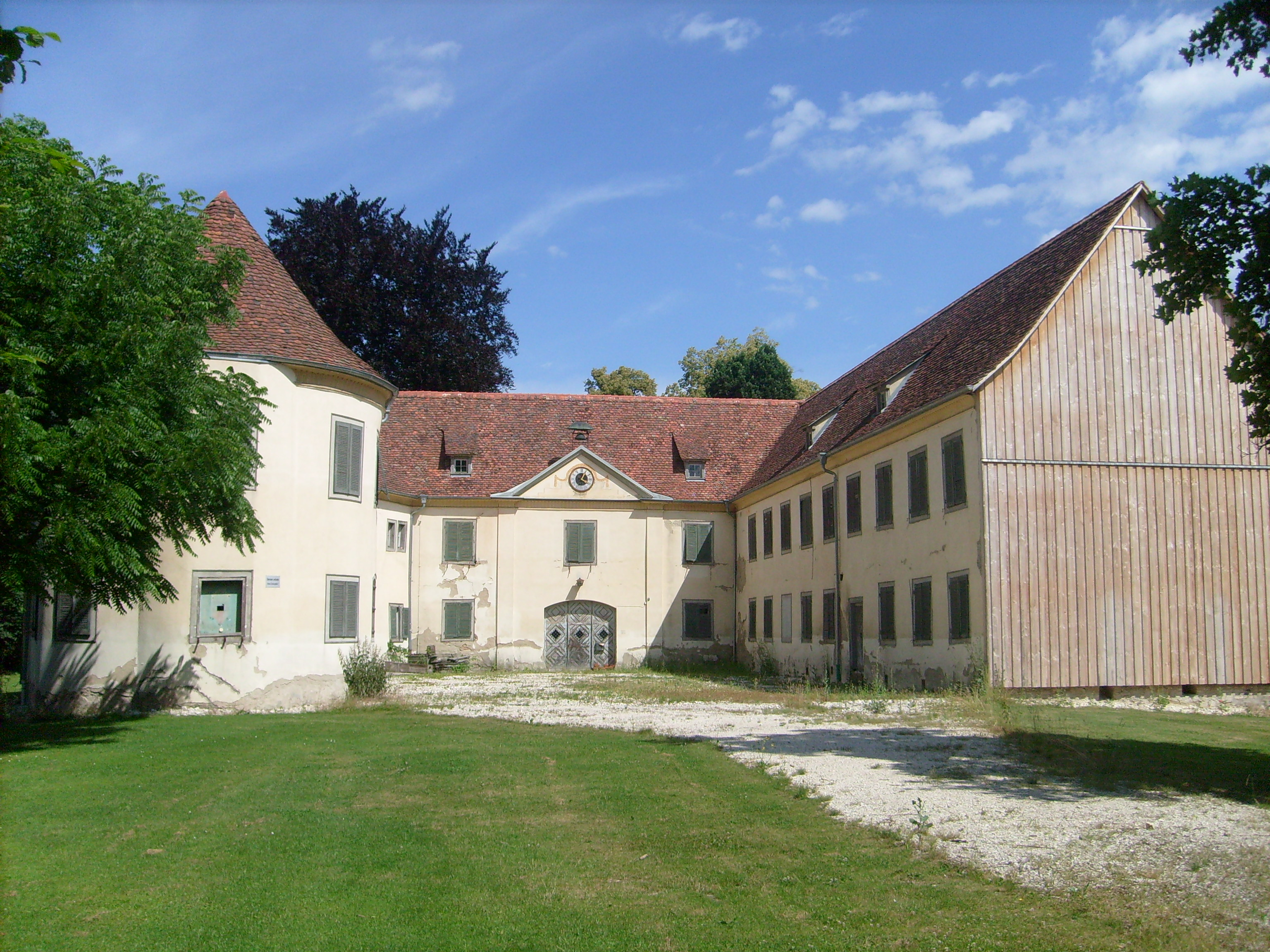
Altes Schloss Krauchenwies, Denkmal des Monats Januar 2007

- Januar: Altes Schloss, Krauchenwies
- Februar: Hexenturm, Wildberg
- März: Historische Uhr am Alten Rathaus, Esslingen am Neckar
- April: Grünkerndarren, Walldürn-Altheim
- Mai: Burgruine Weibertreu, Weinsberg
- Juni: Prädikantenbibliothek, Isny im Allgäu
- Juli: Schlössle, Fellbach-Oeffingen
- August/September: Pfarrhaus, Immendingen-Ippingen
- Oktober: Kurtheater, Bad Wildbad
- November: Burg Maienfels, Wüstenrot-Maienfels
- Dezember: Strümpfelbach-Viadukt der Wieslauftalbahn und E-Lok „Lina“, Rudersberg/Trossingen

### 2008

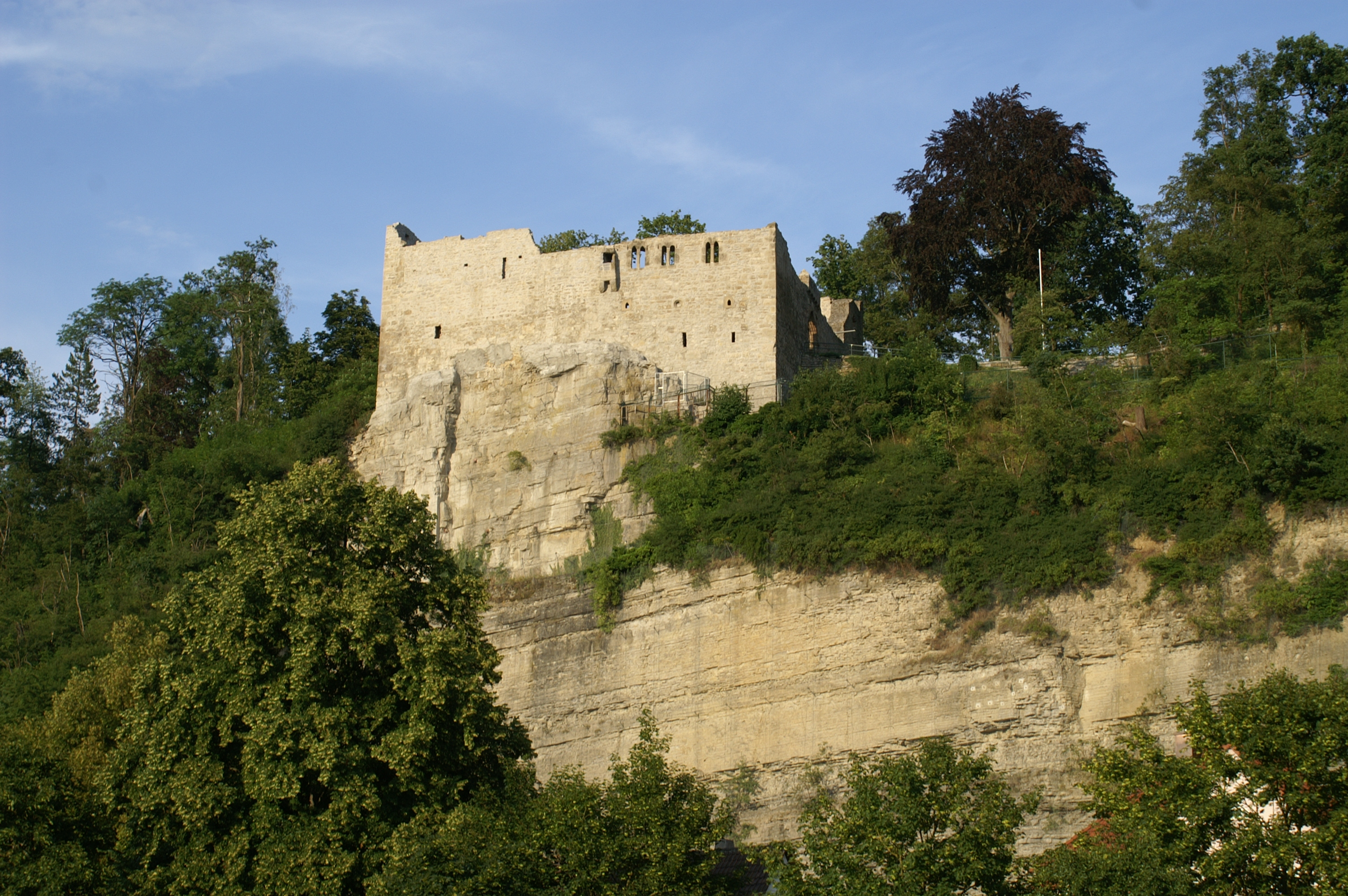
Ruine Löffelstelz, Denkmal des Monats Mai 2008

- Januar: Schloss Eberstein, Gernsbach
- Februar: Ruine Hausen, Beuron
- März: Obere Mühle Goldbach, Überlingen-Goldbach
- April: Nonnenhaus Tübingen, Tübingen
- Mai: Burgruine Löffelstelz, Mühlacker-Dürrmenz
- Juni: Gotisches Haus, Leutkirch im Allgäu
- Juli: Ehemalige Synagoge Steinsfurt, Sinsheim-Steinsfurt
- August/September: Belvedere auf dem Schützenberg, Donaueschingen
- Oktober: Klösterle (Marktstr. 71), Stuttgart-Bad Cannstatt
- November: Altes Rathaus (Stadtstraße 38), Aach
- Dezember: Kapitelsaal im ehemaligen Augustinerchorfrauenstift Inzigkofen, Inzigkofen

### 2009

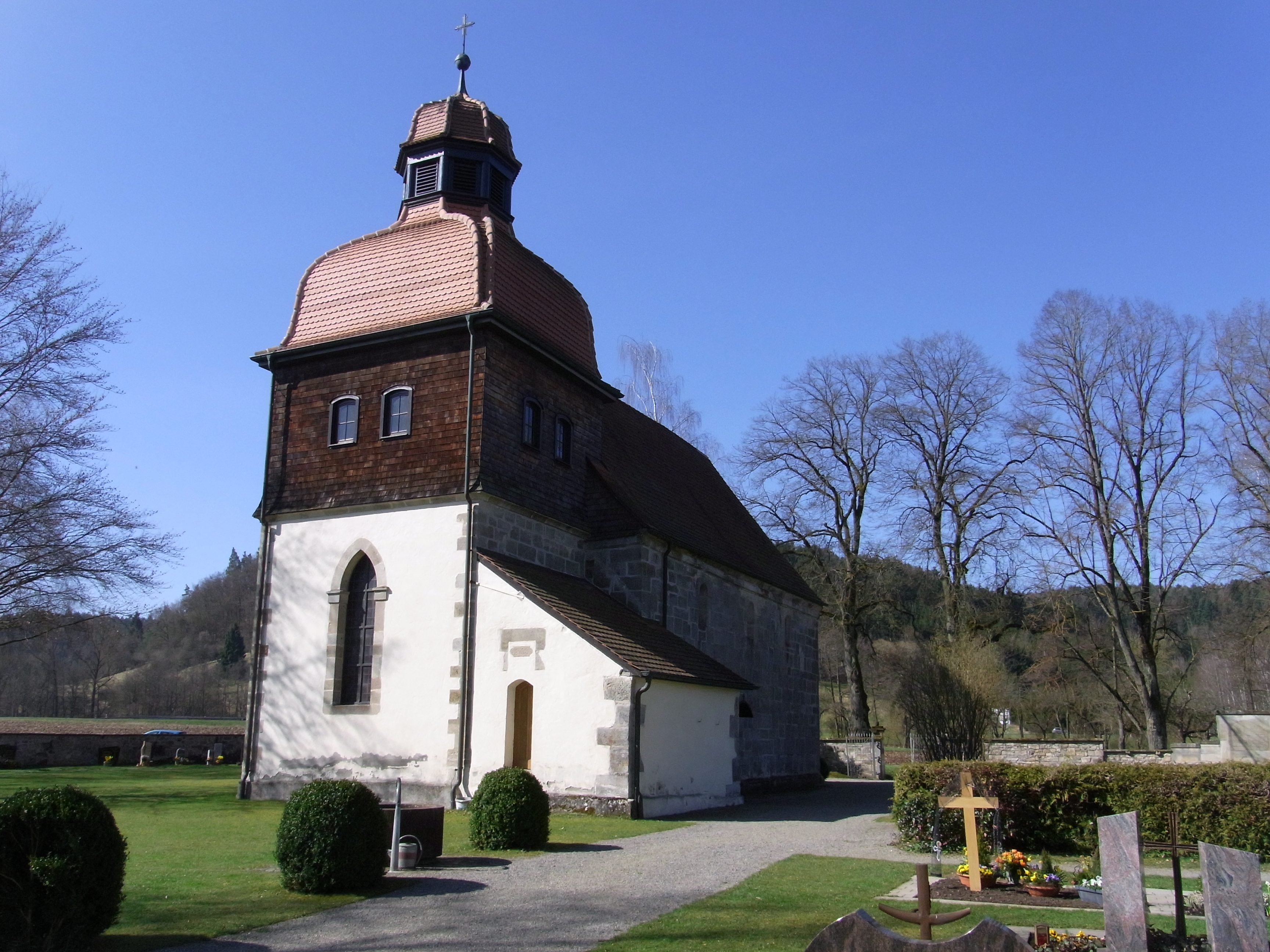
Weilerkirche in Owingen, Denkmal des Monats März 2009

- Januar: Ritterstift St. Peter, Bad Wimpfen
- Februar: Alter Turm, Gondelsheim
- März: Weilerkirche, Haigerloch-Owingen
- April: Ölberg an der Regiswindiskirche, Lauffen am Neckar
- Mai: Barocktreppe im Neuen Schloss, Bad Wurzach
- Juni: Kapelle der Schmerzhaften Muttergottes, Isny im Allgäu-Simmerberg
- Juli: Herrgottskirche, Creglingen
- August/September: Wasserkunstanlage „Das Paradies“, Baden-Baden
- Oktober: Schwarzwaldhaus, Hausach-Einbach
- November: „Museum“, Haus der Tübinger Museumsgesellschaft, Tübingen
- Dezember: Christuskirche, Stuttgart-Bad Cannstatt

### 2010

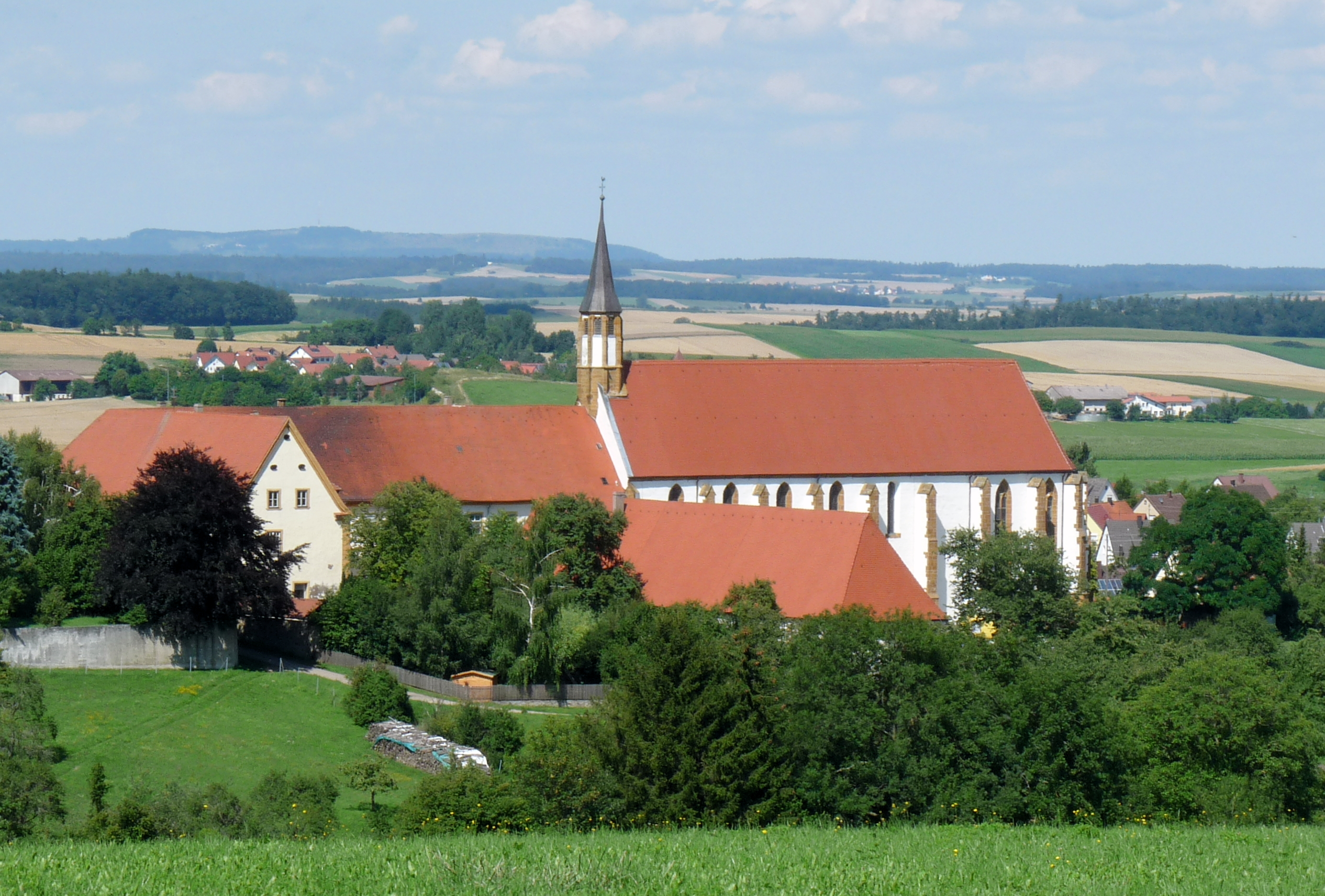
Ehemaliges Kloster in Kirchheim, Denkmal des Monats Dezember 2010

- Januar: Bundesfestung Ulm, Fort Oberer Kuhberg, Ulm
- Februar: Schloss Ortenberg, Ortenberg
- März: Hochaltar der evangelischen Ulrichskapelle, Kloster Adelberg
- April: Kirche St. Veit, Aidlingen-Deufringen
- Mai: Mausoleum Hermann Weil, Waibstadt
- Juni: Burgruine Hohengeroldseck, Seelbach-Schönberg
- Juli/August: Wohnhaus Kornhausstraße 8, Schwäbisch Gmünd
- September: Stift Sunnisheim, Sinsheim
- Oktober: Langer Hans, Buchheim
- November: Heizhaus der Illenau, Achern
- Dezember: Nonnenchor und Stiftskapelle des Zisterzienserinnenklosters Mariä Himmelfahrt, Kirchheim am Ries

### 2011

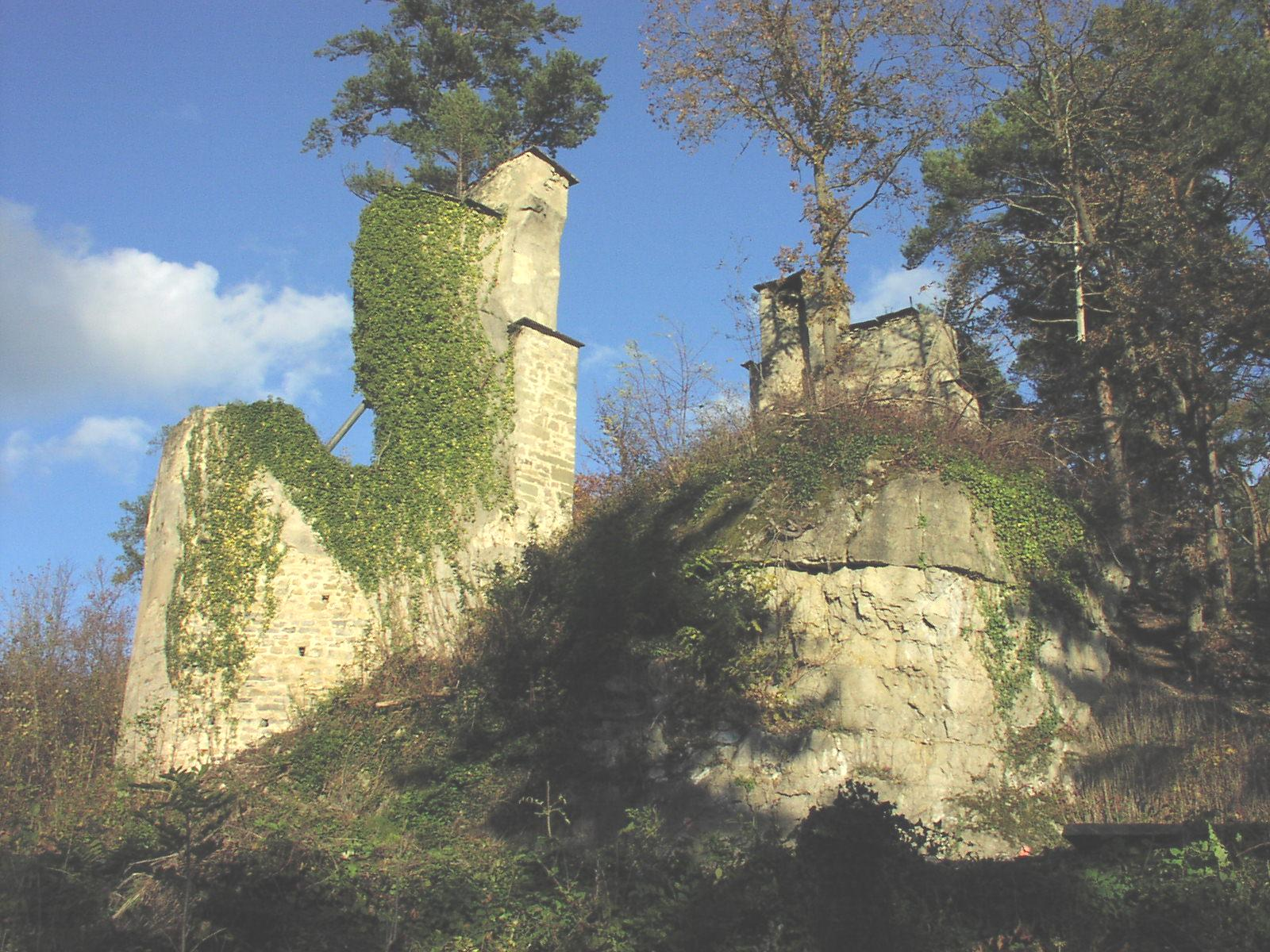
Burgruine Wehrstein, Denkmal des Monats Februar 2011

- Januar: St.-Stephanus-Kirche, Westerheim
- Februar: Burgruine Wehrstein, Sulz am Neckar-Fischingen
- März: Ernst-Jünger-Gedenkstätte (ehemaliges Forsthaus Wilflingen), Langenenslingen-Wilflingen
- April: Maria mit Kind (Prozessionsmadonna), Ravensburg-Adelsreute
- Mai: Wasserschloss Erkenbrechtshausen, Crailsheim-Erkenbrechtshausen
- Juni: Alte Kelter, Frickenhausen-Linsenhofen
- Juli: Schwedenhaus, Salem-Beuren
- August/September: Historische Bodenseefähre „Meersburg ex Konstanz“, Konstanz
- Oktober: Alte Wache, Meersburg
- November: Bibliotheksbau Schloss Altdorf, Ettenheim-Altdorf
- Dezember: Beginenklause, Owen

### 2012

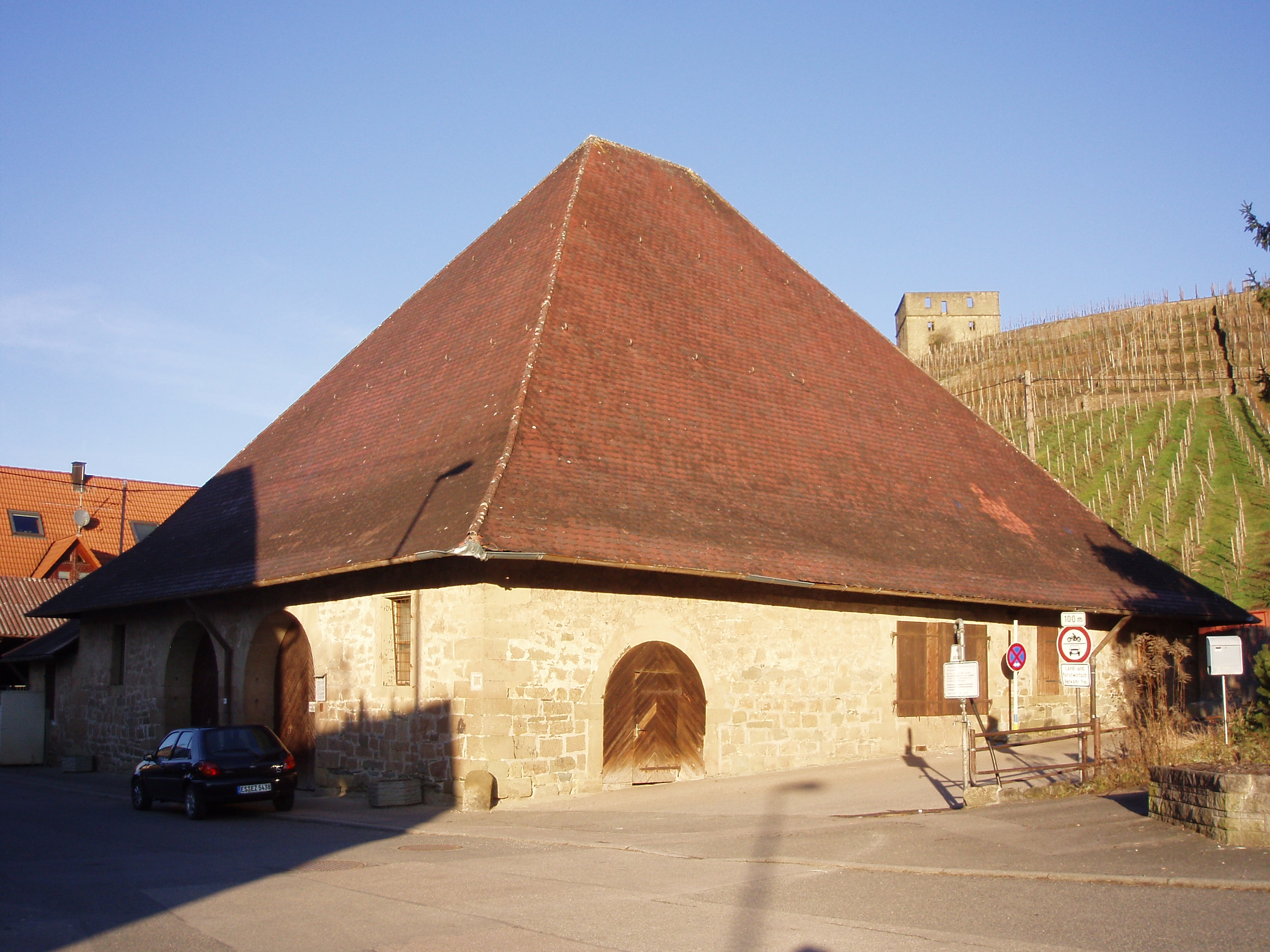
Glockenkelter in Stetten, Denkmal des Monats Februar 2012

- Januar: Gusseiserne Brücke über die Schiltach in Schramberg
- Februar: Glockenkelter in Stetten
- März: Lok 11 der Härtsfeldbahn in Neresheim
- April: „Bürgerbahnhof“ in Leutkirch
- Mai: Zeller-Mörike-Garten in Nagold
- Juni: Jakobskirche in Adelsheim
- Juli: Kapuzinerkirche in Riedlingen
- August/September: Teufelsbrücke in Nürtingen
- Oktober: Kron-Apotheke in Ulm
- November: Klostergasthof Adler in Obermarchtal
- Dezember: Ruine Reußenstein in Neidlingen

### 2013

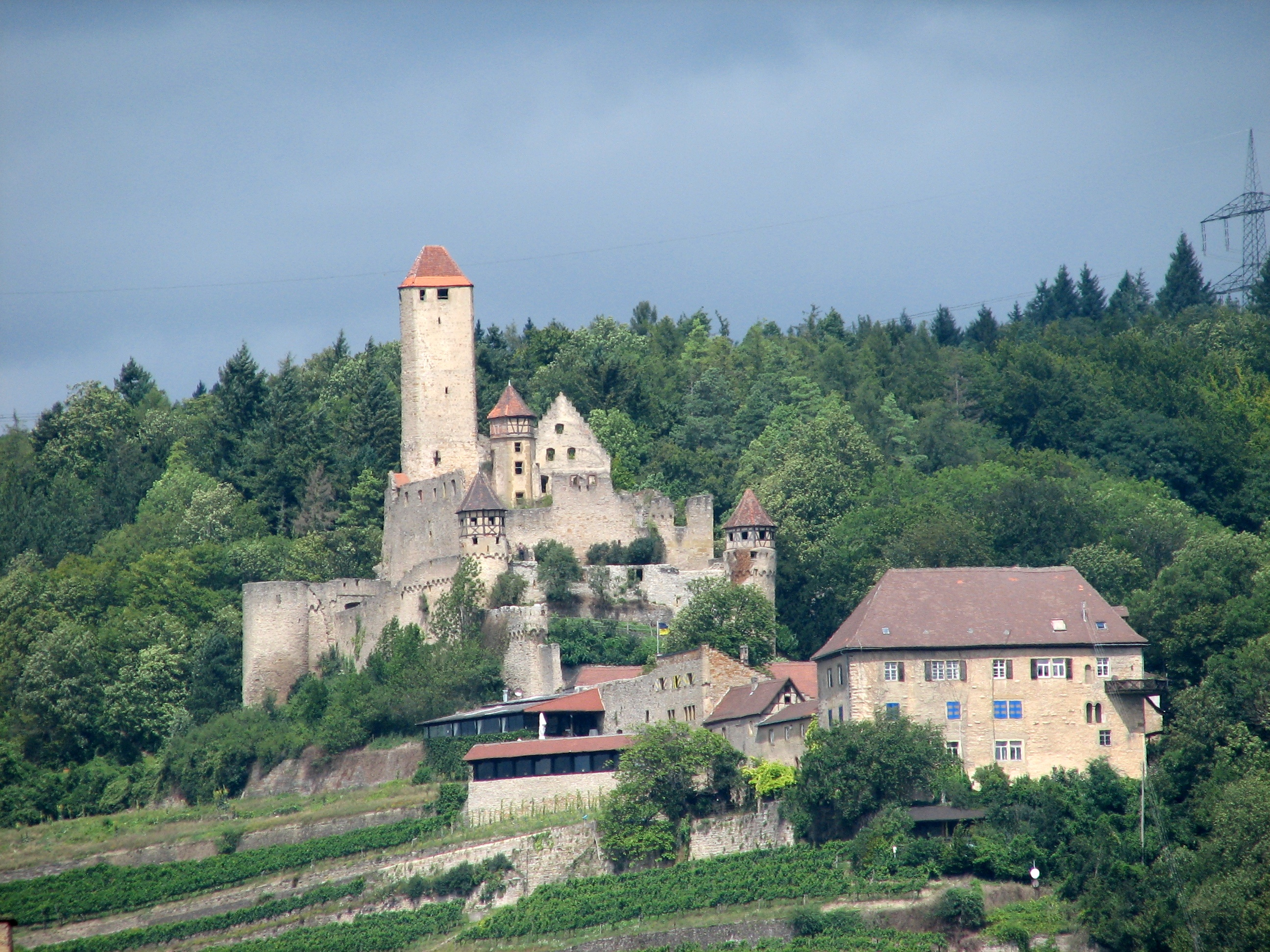
Burg Hornberg, Denkmal des Monats August 2013

- Januar: Siechenkapelle in Geislingen an der Steige
- Februar: Johanneskapelle in Ummendorf
- März: Mallet-Dampflok 99 633 in Ochsenhausen
- April: Pumpenhaus der ehemaligen Pulverfabrik in Rottweil
- Mai, Juni, Juli: nicht vergeben[1]
- August: Burgruine Hornberg in Neckarzimmern
- September: Schauinslandbahn in Horben
- Oktober: Kapelle St. Blasius im Baienfurter Ortsteil Briach
- November: Altes Schloss in Ingelfingen
- Dezember: Marienkirche in Kirchensall

### 2014
- Januar: Markthalle in Stuttgart

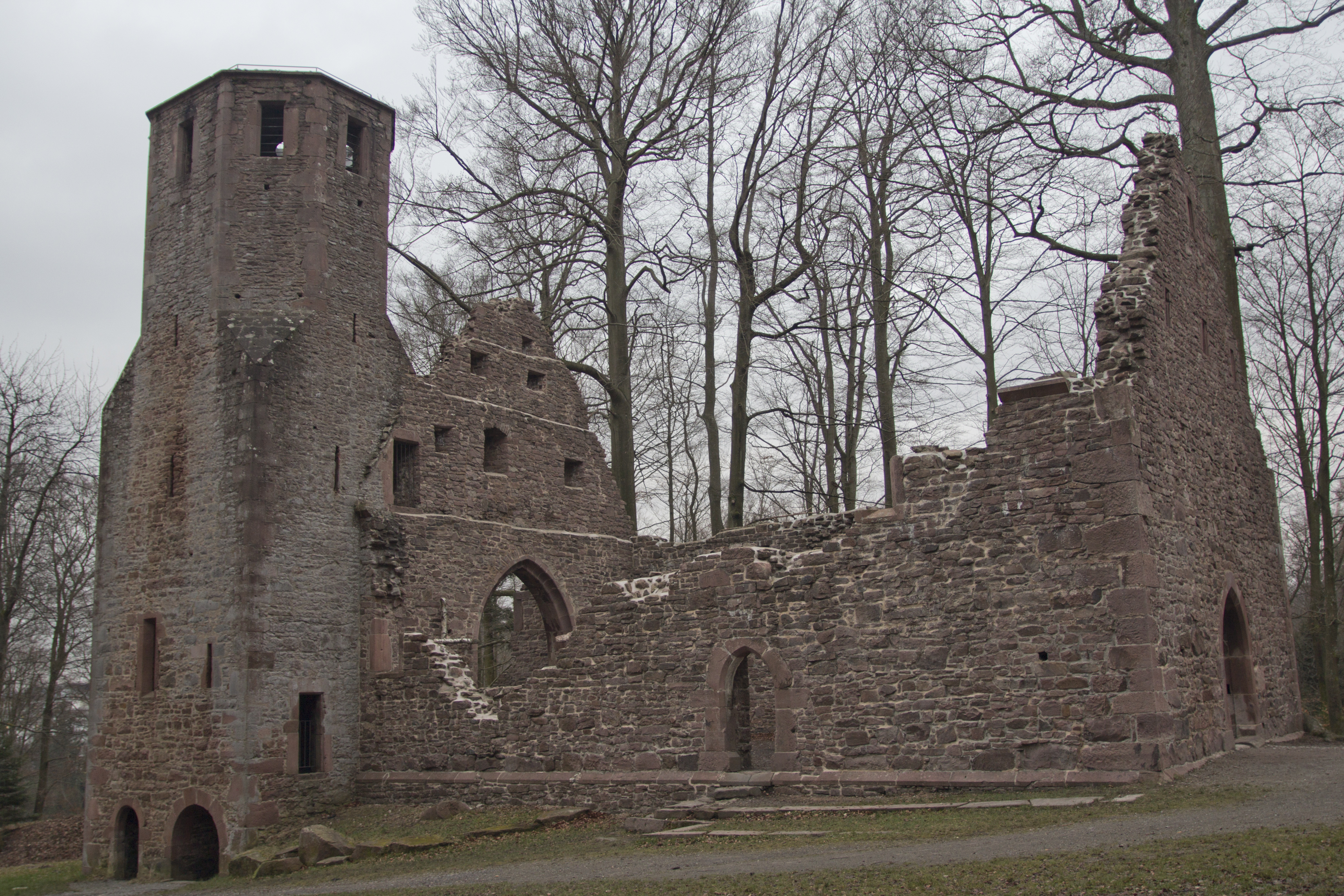
Ruine St. Barbara, Denkmal des Monats April 2014

- Februar: Villa Ambros in Eberhardzell-Mühlhausen
- März: Fachwerkhaus in der Bergstraße 3 in Külsheim
- April: Kirchenruine St. Barbara in Karlsbad-Langensteinbach
- Mai: Gedeckte Argen-Holzbrücke in Hiltensweiler, Wangen im Allgäu
- Juni: Alte Sternwarte in Mannheim
- Juli: Zehntscheuer in Entringen
- August: nicht vergeben
- September: Tagblatt-Turm in Stuttgart
- Oktober: Betsaal in Wilhelmsdorf
- November: Hubertushaus in Beuron
- Dezember: Altstadtkirche St. Martin in Pforzheim

### 2015

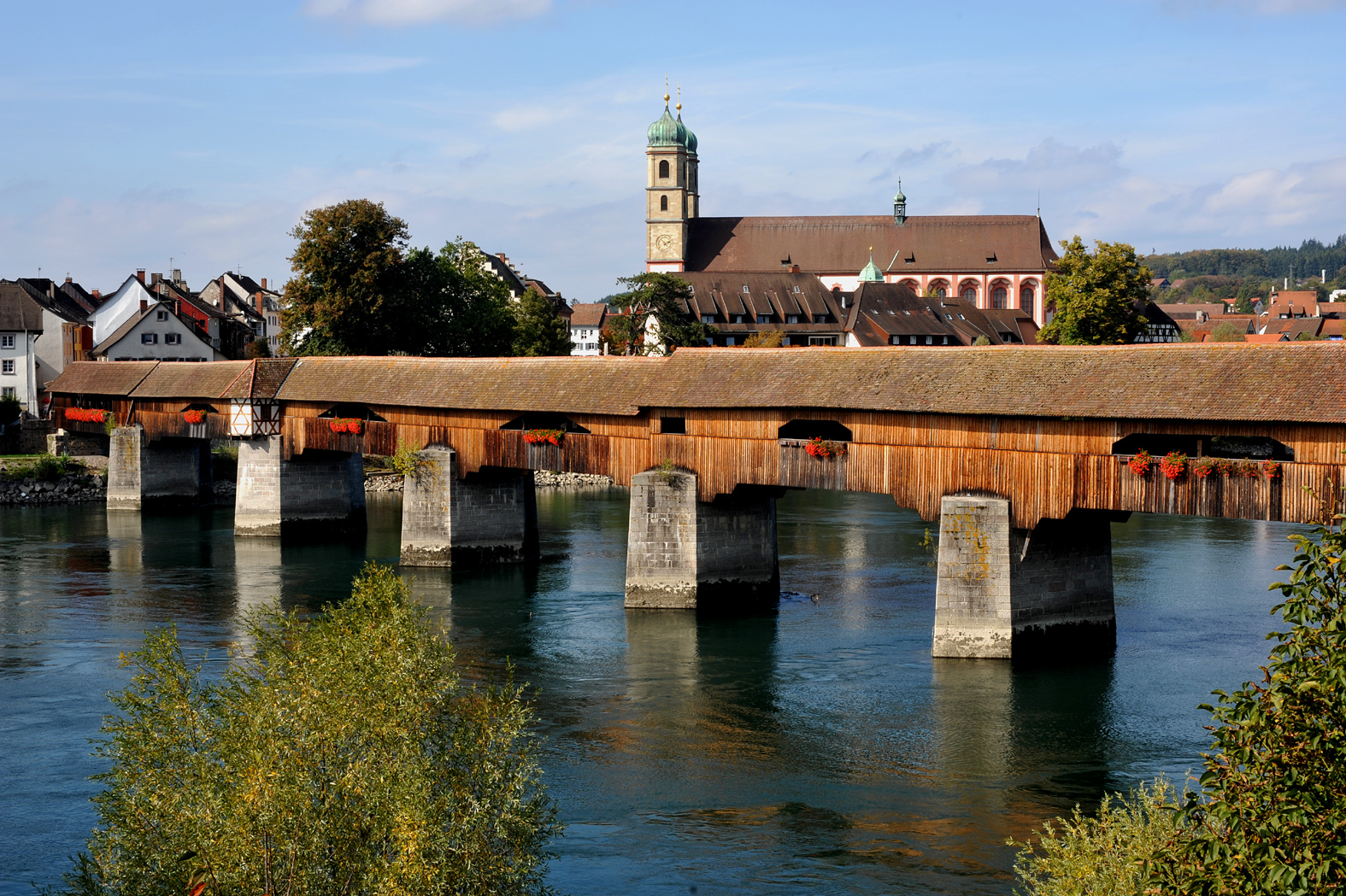
Holzbrücke in Bad Säckingen, Denkmal des Monats April 2015

- Januar: Altes Pfarrhaus in Mühlingen-Gallmannsweil
- Februar: Daniel-Straub-Realschule in Geislingen an der Steige
- März: Martinskirche in Münsingen
- April: Historische Holzbrücke in Bad Säckingen
- Mai: Schwörer-Haus in Immenstaad am Bodensee
- Juni: Güterhalle in St. Georgen im Schwarzwald
- Juli: Katharinenkirche in Stuttgart
- August: Amannhof in Rottenburg am Neckar
- September: Wallfahrtskapelle auf dem Ottilienberg bei Eppingen
- Oktober: Adler-Apotheke in Ellwangen
- November: Hoppenlaufriedhof in Stuttgart
- Dezember: Evangelische Stadtkirche in Lorch

### 2016

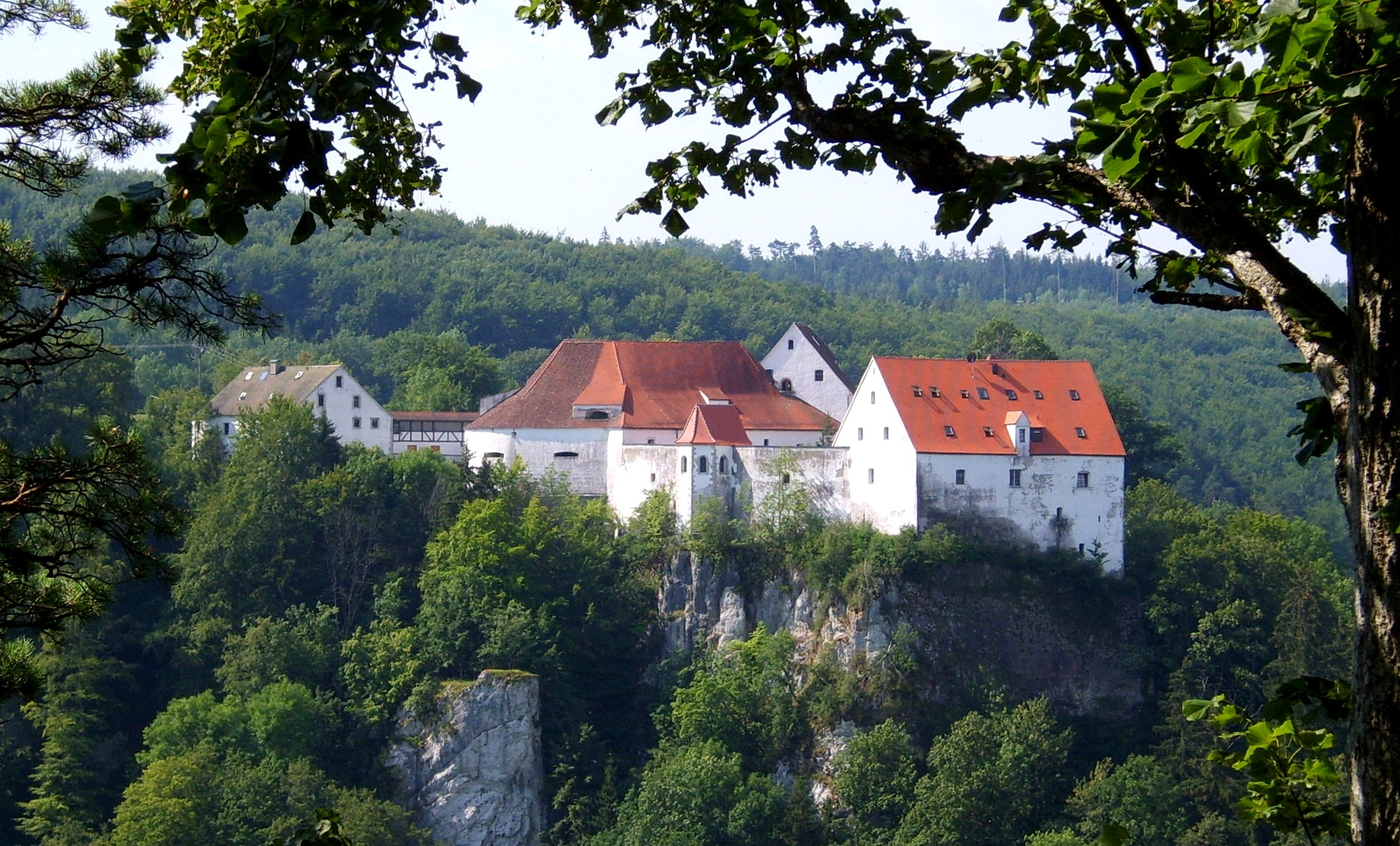
Burg Wildenstein, Denkmal des Monats April 2016

- Januar: Schillerhaus in Marbach am Neckar
- Februar: Hofmeisterei in Hagnau
- März: Laurentiuskirche in Sindolsheim
- April: Burg Wildenstein bei Leibertingen
- Mai: Rittersaal von Schloss Wolfegg
- Juni: Donauquelle in Donaueschingen
- Juli: Altes Schloss in Kißlegg
- August: Haus Keck in Feldberg
- September: Katholische Pfarrkirche St. Gallus und Nikolaus in Grünkraut
- Oktober: Mönchhof-Sägemühle in Waldach-Vesperweiler
- November: Mausoleum der Familie Seefrid auf dem Hauptfriedhof in Göppingen
- Dezember: Kilianskirche in Heilbronn

### 2017

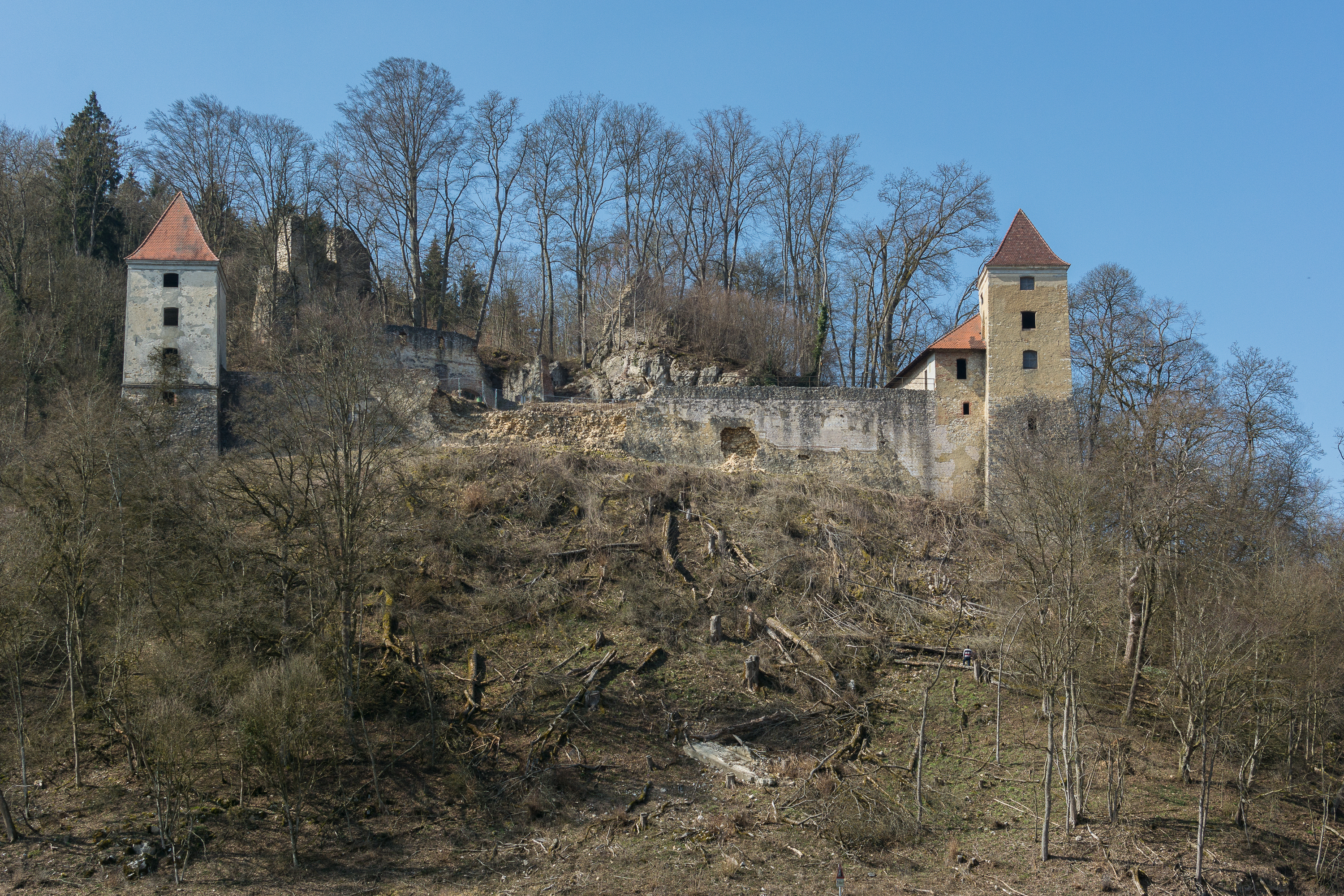
Ruine Kaltenburg, Denkmal des Monats März 2017

- Februar: Schweizerhaus in Heiligenberg
- März: Ruine Kaltenburg im Lonetal
- April: Fußehof im Kirchzarten-Geroldstal
- Mai: Alter Zoll in Geislingen an der Steige
- Juni: Buchler-Palais in Gerlachsheim, Stadtteil von Lauda-Königshofen
- Juli: Haus Lamparter in Vaihingen an der Enz
- August: Schloss Munzingen in Freiburg im Breisgau
- September: Hölderlinhaus in Nürtingen
- Oktober: Palais Weimar in Heidelberg
- November: Zehntscheuern in Gernsbach
- Dezember: Stiftskirche in Hechingen

### 2018
- Januar: Fruchtscheuer in Hardheim

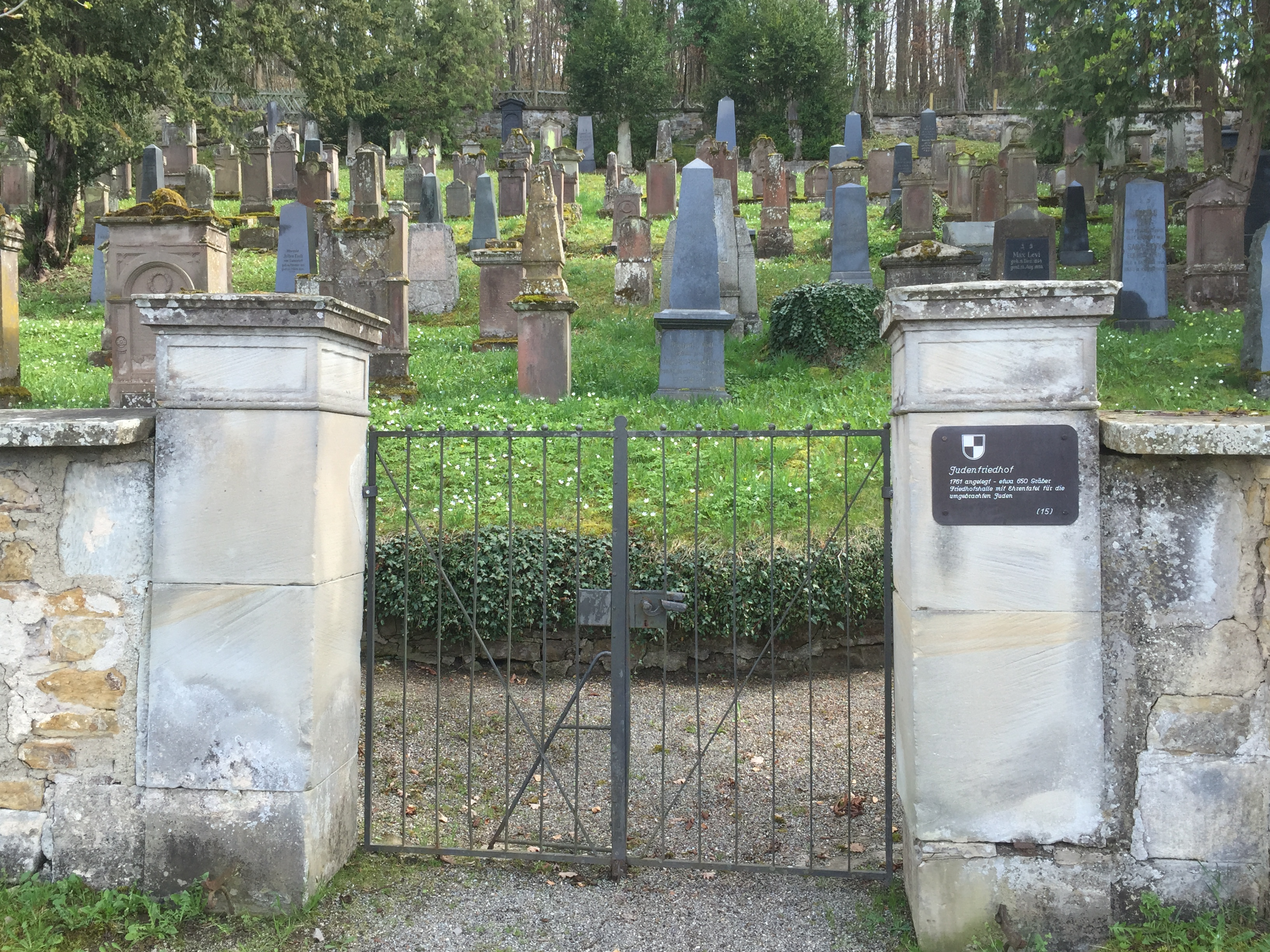
Jüdischer Friedhof in Hechingen, Denkmal des Monats November 2018

- Februar: Schloss Bödigheim, Bödigheim, Buchen (Odenwald)
- März: Rottweiler Münster in Rottweil
- April: Fachwerkgiebelhaus Büchsengasse 12 in Ulm
- Mai: Villa des Kinderschutz-Zentrums Stuttgart am Eugensplatz
- Juni: Mechanische Werkstatt auf dem Areal der Pulverfabrik Rottweil
- Juli: Junghans Terrassenbau, Schramberg; Architekt: Philipp Jakob Manz, 1861–1936
- August/September: Am Unteren Tor 2 in Fridingen an der Donau
- Oktober: Neunhellerhaus in Ladenburg
- November: Jüdischer Friedhof in Hechingen
- Dezember: Lutherkirche in Karlsruhe

### 2019
- Januar: Kriegsbergturm, Stuttgart

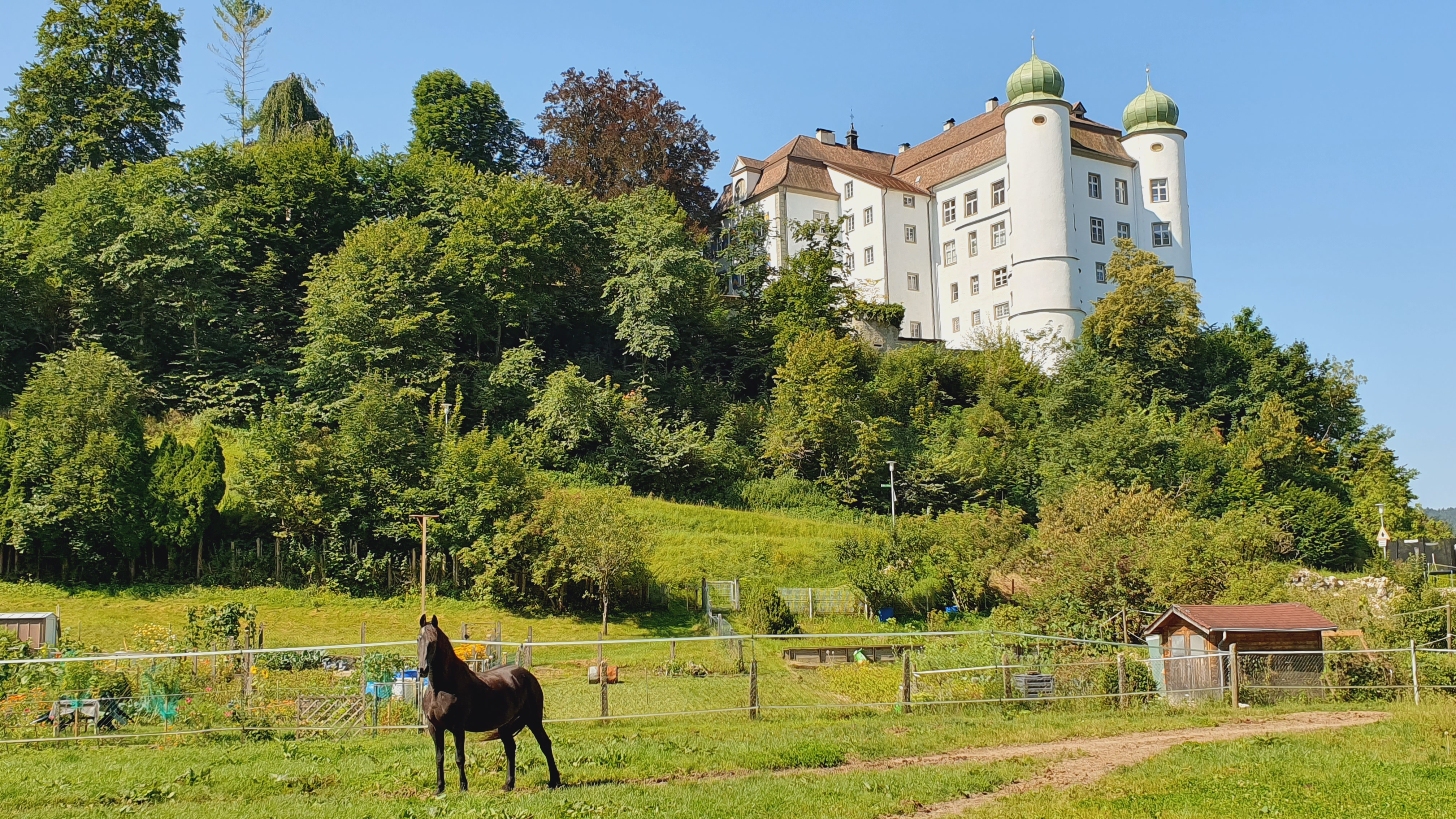
Hinteres Schloss in Mühlheim an der Donau, Denkmal des Monats Juli 2019

- Februar: Rundbau, Schonach im Schwarzwald
- März: St. Peter und Paul, Nusplingen
- April: Zum Güldenen Löwen, Königsheim
- Mai: Ehemaliger Meierhof, Sulzburg-Laufen
- Juni: Bohlschule, Aalen
- Juli: Hinteres Schloss, Mühlheim an der Donau
- August/September: Gottesackerkapelle, Crailsheim
- Oktober: Villa Räuchle, Pfinztal-Söllingen
- November: Mariä Heimsuchung, Blaubeuren
- Dezember: Vaterunser-Kapelle, Buchenbach-Unteribental

### 2020

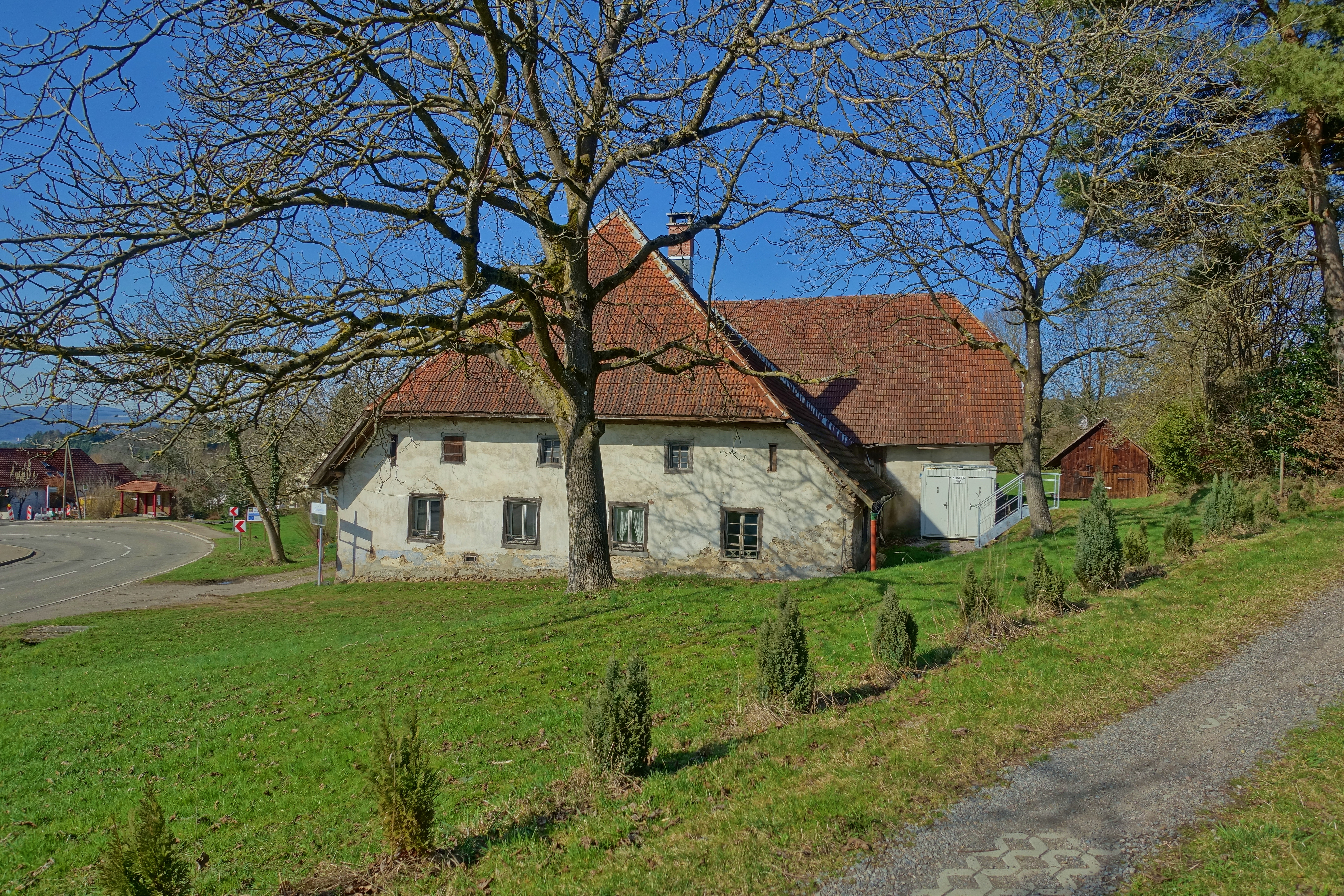
Zechenwihler Hotzenhaus, Denkmal des Monats März 2020

- Januar: Zehntscheuer, Fridingen an der Donau
- Februar: Providenzkirche, Heidelberg
- März: Zechenwihler Hotzenhaus, Murg
- April: Gasthaus Krone, Albstadt-Lautlingen
- Mai: Neues Heilbronner Tor, Lauffen am Neckar
- Juni: Synagoge, Hechingen
- Juli: Bahnhof Nagold
- August/September: Ruine Diersburg, Hohberg-Diersburg
- Oktober: Altbirklehof, Birklehof, Hinterzarten/Breitnau
- November: Herzogliche Pirschgänge, Böblingen
- Dezember: Ehemaliges Gesundheitsamt, Nürtingen

### 2021

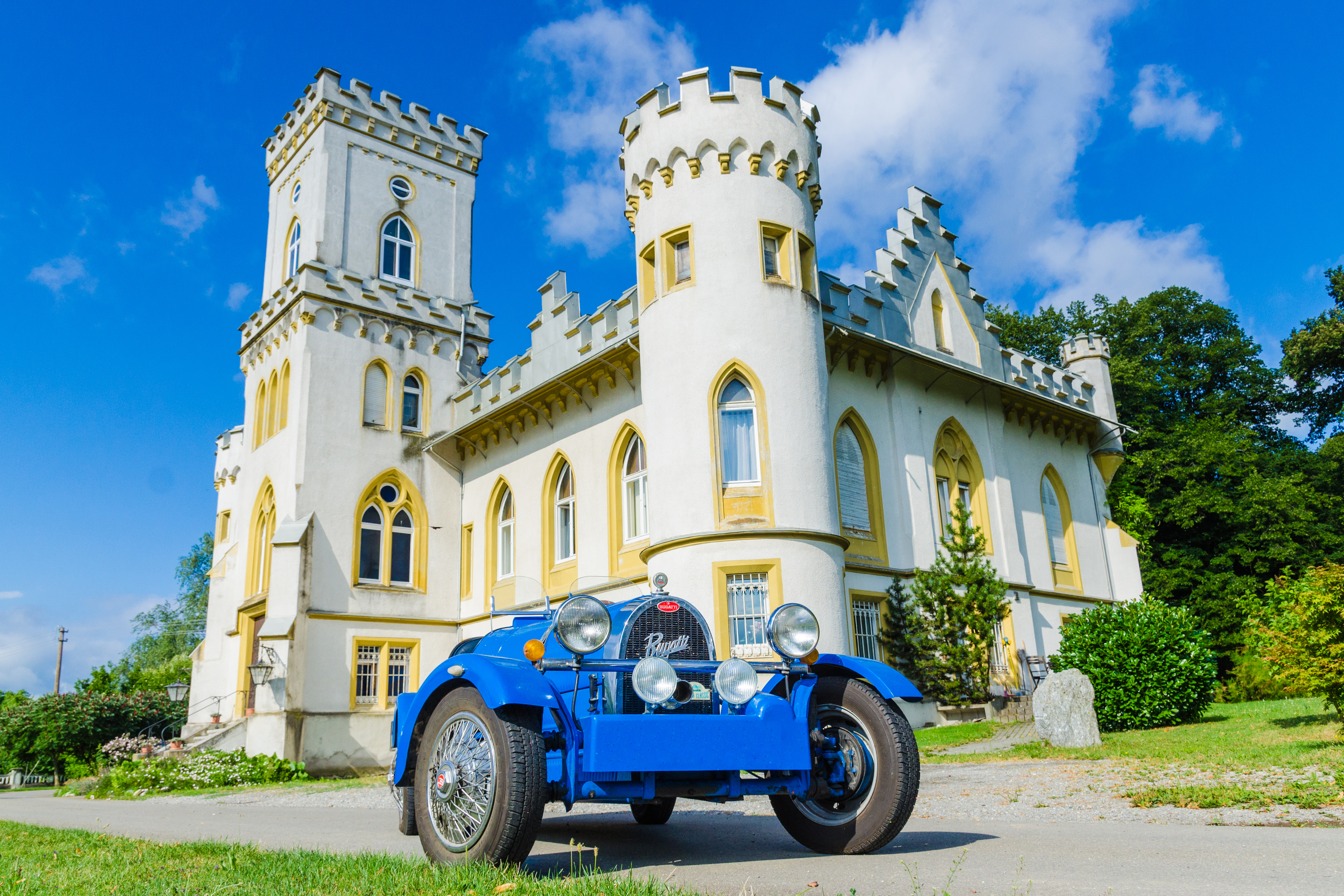
Schloss Benzenhofen, Denkmal des Monats März 2021

- Januar: Weingärtnerhaus, Ettenheim-Münchweier
- Februar: Alter Friedhof, Weinheim
- März: Schloss Benzenhofen bei Berg
- April: St. Petronilla in Endingen-Kiechlinsbergen
- Mai: Jagdschlösschen „Sorgenfrei“ in Mauer
- Juni: Fuchshöhle, Bad Säckingen
- Juli: Köllesturm, Bönnigheim
- August/September: Theurershof in Calw-Speßhardt
- Oktober: Feldkreuz im Wolfental bei Offenburg-Windschläg
- November: Tabakschuppen in Rheinstetten-Forchheim
- Dezember: Lourdeskapelle in Dornstadt

### 2022

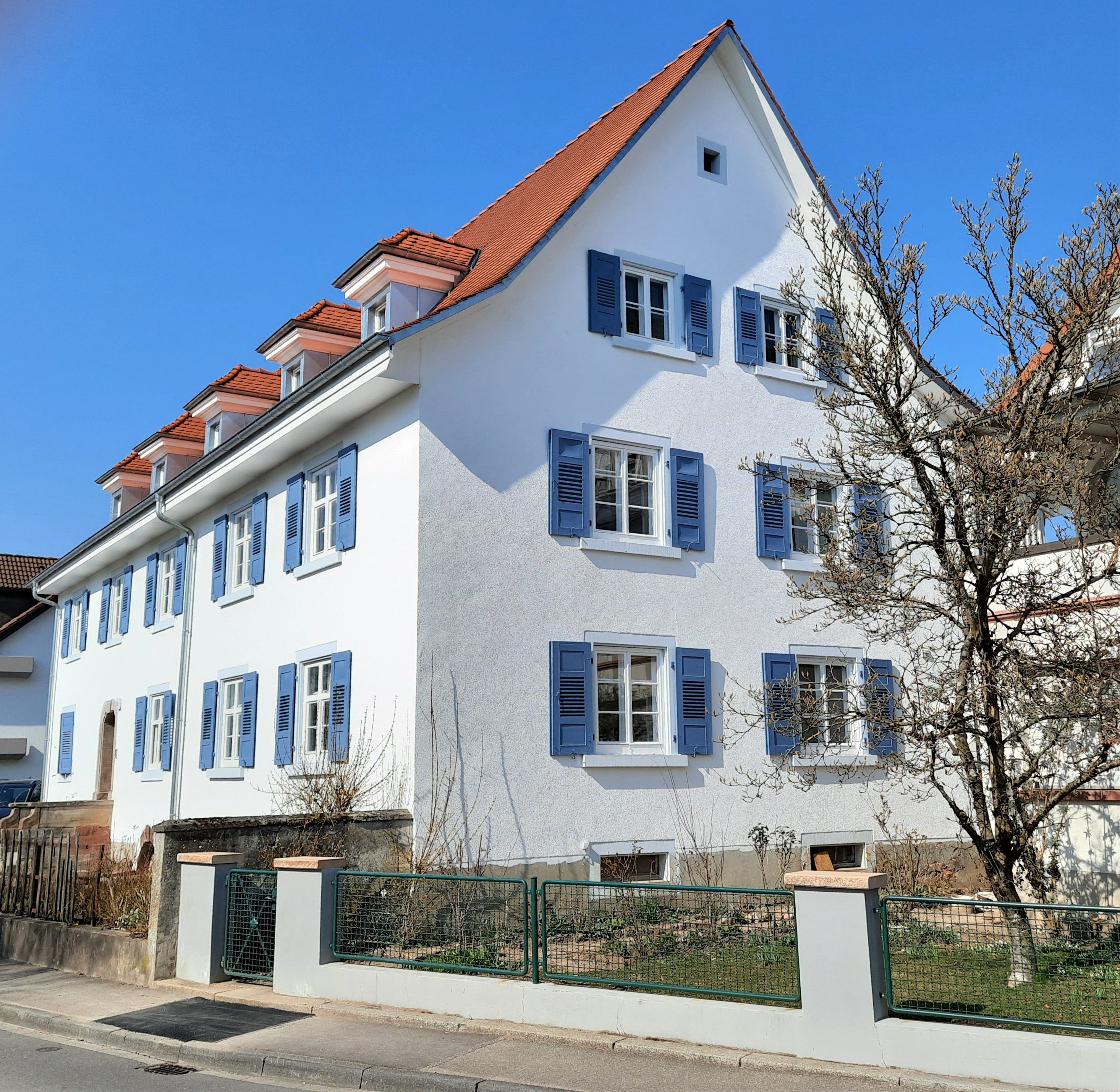
Ehemaliges Laborantenhaus in Steinen, Denkmal des Monats März 2022

- Januar: Blumhardt-Friedhof, Bad Boll
- Februar: Pumpwerk, Mergelstetten
- März: Ehemaliges Laborantenhaus der früheren Textilfabrik, Steinen
- April: Burgkeller, Meersburg
- Mai: Rundofen, Zell am Harmersbach
- Juni: Kreuzweg, Rottenburg am Neckar
- Juli: Brahmshaus, Baden-Baden
- August/September: Villa Zundel, Tübingen
- Oktober: St. Peter, Bruchsal
- November: Vituskapelle, Gruol
- Dezember: Blauer Turm, Bad Wimpfen

### 2023

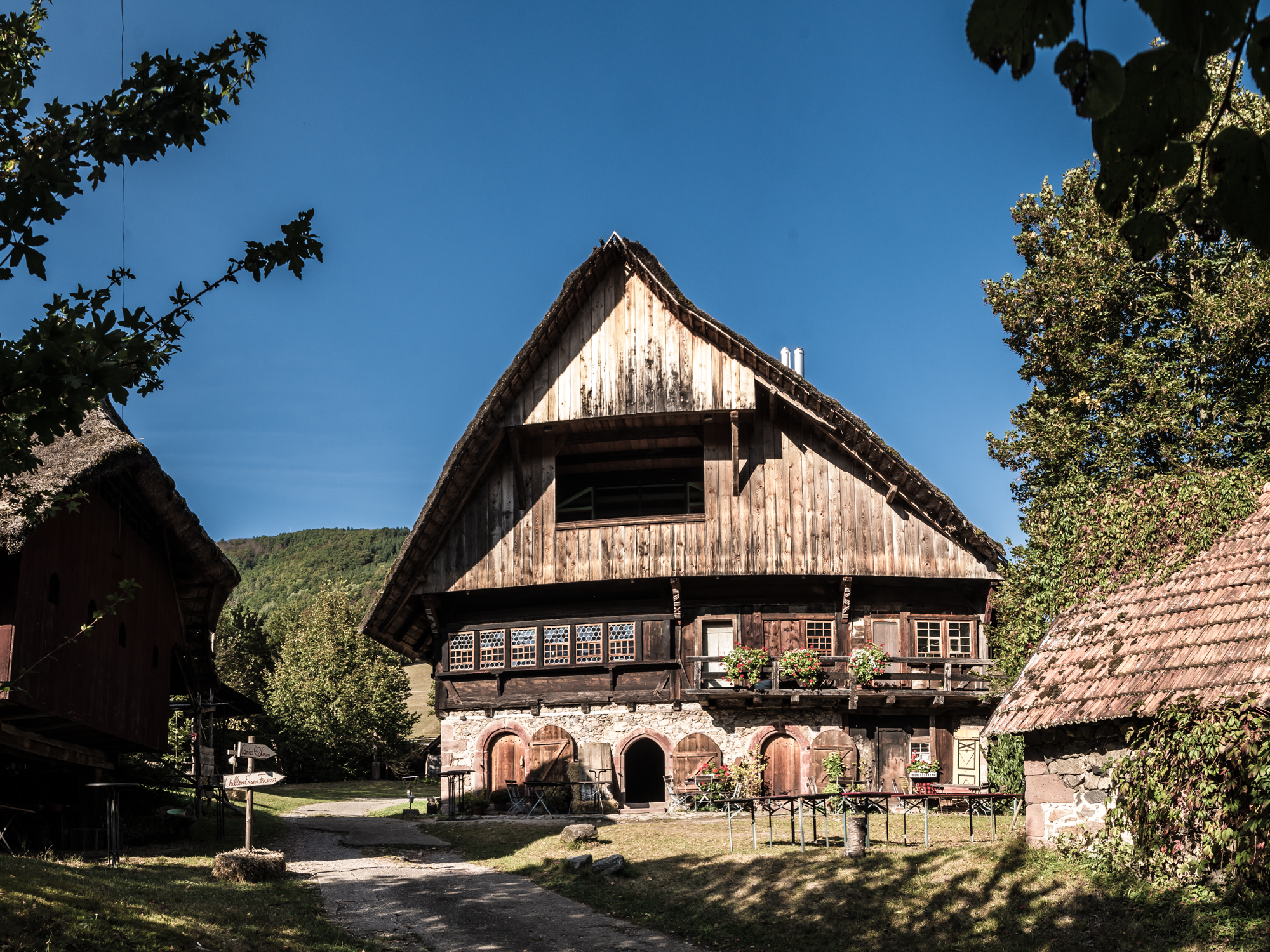
Klausenbauernhof in Wolfach, Denkmal des Monats November 2023

- Januar: Kapelle St. Leonhard, Zußdorf
- Februar: Weingut Schlumberger, Laufen
- März: Wohn- und Geschäftshaus Ledergasse 15, Schwäbisch Gmünd
- April: Kelter, Dietlingen
- Mai: Gnadentalkapelle, Donaueschingen
- Juni: Wohnstallhaus, Schwäbisch Hall
- Juli: Farnrainhof, Elzach-Yach
- August/September: St.-Blasius-Kirche, Ehingen (Donau)
- Oktober: Kapelle St. Sebastian, Ladenburg
- November: Klausenbauernhof, Wolfach
- Dezember: Michaelskirche, Asperg

### 2024
- Januar: Gelbes Haus, Rottweil

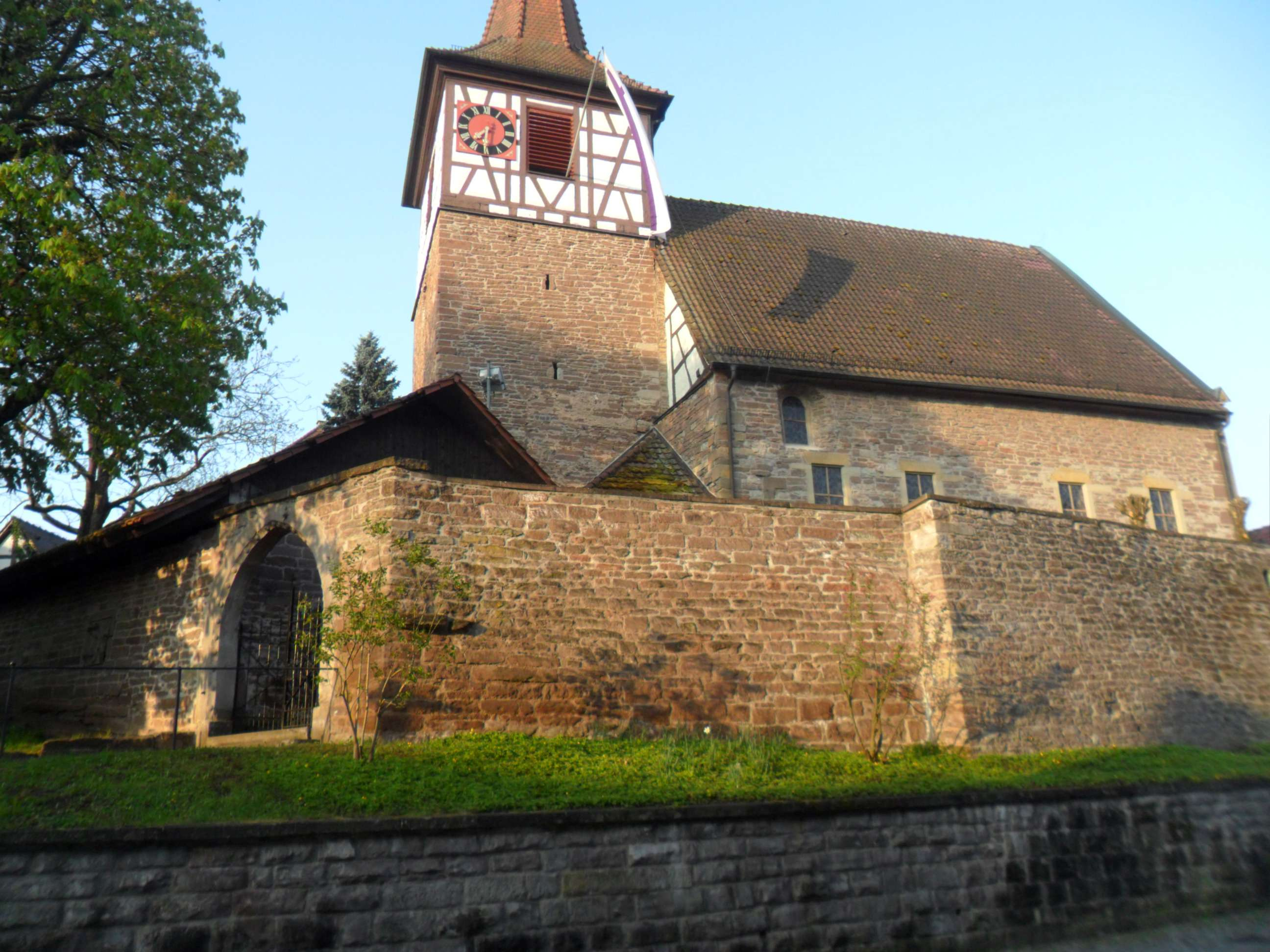
St. Ulrich in Schützingen, Denkmal des Monats April 2024

- Februar: St. Margaretha, Mühlhausen im Täle
- März: Ehemaliges Gasthaus, Tettnang, Ortsteil Rudenweiler
- April: St. Ulrich, Schützingen
- Mai: Gut Mosisgreut, Vogt
- Juni: Reschhof, Gutach im Breisgau
- Juli: Gartenhaus, Biberach an der Riß
- August/September: Gründlehof, Hornberg
- Oktober: Sophienberg, Kirchberg an der Jagst
- November: Reuchlinhaus, Pforzheim
- Dezember: Josefshof, Eutingen-Göttelfingen

### 2025
- Januar: Burg Dauchstein bei Binau

Burg Dauchstein bei Binau, Denkmal des Monats Januar 2025

- Februar: Präsentationsscheiben des Ulmer Münsters
- März: Haus zum Hohen Hafen, Konstanz
- April: Jüdischer Friedhof, Wankheim
- Mai: Burg Boxberg
- Juni: Grathwolen-Haus, Bergfelden
- Juli: Friedhofskapelle, Karlsruhe-Durlach